# Mladen Mladenović
Mladen Mladenović (n. 13 septembrie 1964) este un fost fotbalist croat.

## Statistici
| Croația | Croația | Croația |
| An      | Meciuri | Goluri  |
| ------- | ------- | ------- |
| 1990    | 2       | 0       |
| 1991    | 1       | 0       |
| 1992    | 0       | 0       |
| 1993    | 1       | 0       |
| 1994    | 6       | 2       |
| 1995    | 5       | 1       |
| 1996    | 4       | 0       |
| Total   | 19      | 3       |